# Otto Stefferl
Otto Stefferl (geboren 10. März 1931 in Wien; gestorben 1. Jänner 2018) war ein österreichischer Grafiker und Briefmarkenkünstler.

## Leben

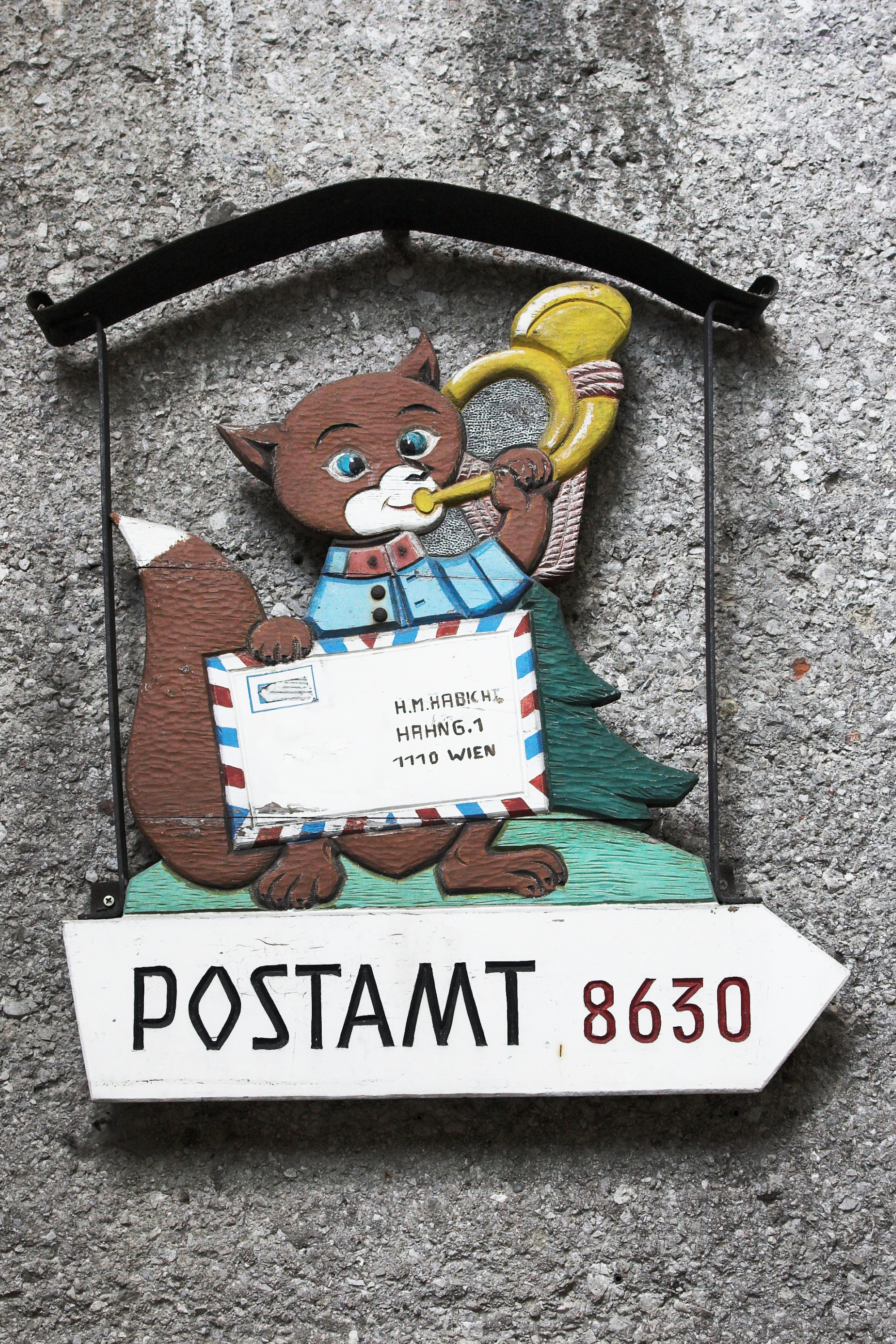
Der Postfuchs als Wegweiser in Mariazell

Stefferl war Sohn einer Musikerin und eines Malers. Von 1947 bis 1951 besuchte er die Höhere Graphische Lehr- und Versuchsanstalt in Wien, anschließend arbeitete bis 1954 im Atelier Koszler. Er hat viele Plakate sowie Briefmarken für die österreichische und liechtensteinische Post geschaffen. Nach eigenen Angaben entwarf er insgesamt 171 Briefmarken.
Daneben entwarf er für Österreich den beliebten „Postfuchs“, eine Reklamefigur, und auch den Stoppl – jene Figur, die 25 Jahre lang in Österreich in der Verkehrserziehung für Kinder zum Einsatz kam und später auch noch in der Schweiz.
Otto Stefferl war von 1984 bis 2003 Vizepräsident im Landesverband Wien, Niederösterreich, Burgenland der Berufsvereinigung der bildenden Künstler Österreichs und von 1984 bis 2007 Sektionsleiter der Sektion Grafik. Er wurde am Friedhof der Feuerhalle Simmering bestattet (Abt. E16, Nr. 519).

## Ehrungen und Auszeichnungen
- 1979 Ehrenkreuz für Wissenschaft und Kunst
- 1988 Verleihung des Berufstitels „Professor“